# Edoardo Medaglia
Edoardo Medaglia (Ballò, 19 giugno 1911 – Treviso, 12 agosto 2012) è stato un generale e aviatore italiano.
Pluridecorato pilota della Regia aeronautica, partecipò alla guerra d'Etiopia, alla guerra civile spagnola e alla seconda guerra mondiale. Nel secondo dopoguerra fu comandante della 36ª Aerobrigata Interdizione Strategica, equipaggiata con i missili balistici a testata nucleare PGM-19 Jupiter.

## Biografia
Nacque a Ballò, una frazione di Mirano (provincia di Venezia), il 10 giugno 1911, e dopo essersi diplomato presso l'Istituto Nautico "Sebastiano Venier", nel 1931 entrò nella Regia Aeronautica come Allievo Ufficiale pilota di complemento, prestando poi servizio il 4º Stormo Caccia Terrestre, per passare quindi presso il 7º Stormo Bombardamento Terrestre e poi al 9º Stormo Bombardamento Terrestre. Nel corso del 1935-1936 prese parte alle operazioni belliche in Africa Orientale Italiana, rientrando in Italia nell'ottobre 1936, decorato con una Medaglia di bronzo e una Croce di guerra al valor militare. Dopo aver preso parte alla guerra civile spagnola, in cui era stato decorato con due Medaglie d'argento al valor militare, fu nominato tenente in servizio permanente effettivo (s.p.e.) per meriti di guerra.
All'atto dell'entrata in guerra dell'Italia, il 10 giugno 1940, il 9º Stormo si trova basato sull'aeroporto di Viterbo, operante in forza alla 4ª Squadra aerea. Nel mese di settembre lo stormo partì da Alghero per l'Africa settentrionale italiana, assegnato alla 5ª Squadra aerea. Rientrato in Italia al seguito dei resti del 9º Stormo, praticamente decimato nel corso delle operazioni belliche riprese subito a combattere sul fronte greco meritandosi una terza Medaglia d'argento al valor militare.
Transitato alla specialità trasporto, assegnato al 37º Gruppo del 48º Stormo Trasporto, tra il 1942 e il 1943 fu al comando della 610ª Squadriglia, 145º Gruppo Autonomo, 48º Stormo Trasporto appartenente ai Servizi Aerei Speciali, di stanza sull'aeroporto di Sciacca, equipaggiata con i trimotori da trasporto Savoia-Marchetti S.M.82 Marsupiale. Alla testa della squadriglia prese parte a numerose missioni di rifornimento verso l'Africa settentrionale italiana e la Tunisia, ma anche a missioni belliche come quella effettuata da due velivoli in versione armata della 610ª Squadriglia su Marsa Matruh nella notte del 23 giugno 1942. L'armistizio dell'8 settembre 1943 lo sorprese in servizio presso la Scuola Bombardamento di Aviano, da cui raggiunse l'Italia meridionale entrando in servizio presso il Comando Raggruppamento bombardamento e Trasporti dell'Italian Co-Belligerent Air Force. Dopo la fine della guerra transitò in servizio nella neocostituita Aeronautica Militare, e nel 1950 divenne vice comandante della 46ª Aerobrigata, passando nel 1956 al comando della Scuola addestramento plurimotori.
Verso la fine del 1958, con il grado di colonnello pilota, fu designato al comando del neocostituito Reparto IRBM, il cui primo personale partì alla volta degli Stati Uniti nel maggio 1959 per frequentare i corsi di addestramento all'impiego del sistema d'arma Chrysler PGM-19 Jupiter. Si trattava di un missile balistico a raggio intermedio (IRBM) dotato di testata nucleare W-49 da 1,44 MT di cui l'Italia ricevette 30 esemplari che andarono poi a costituire la 36ª Aerobrigata Interdizione Strategica avente Quartier generale a Gioia del Colle di cui, al ritorno dagli USA assunse il comando. L'8 febbraio 1961 fu poi sostituito al comando dal generale di brigata aerea Giulio Cesare Graziani
Lasciò il servizio attivo decorato di tre Medaglie d'argento, due di bronzo e due Croci di guerra al valor militare, con due avanzamenti ed una promozione per merito di guerra e all'attivo oltre 5 000 ore di volo delle quali 2 200 in azioni belliche.
Si spense presso l'Ospedale Ca' Forcello di Treviso il 12 agosto 2012.

### Annotazioni
1. ↑  In una sola azione erano periti il colonnello Mario Aramu, comandante dello stormo, il tenente colonnello Guglielmo Grandjacquet comandante del 29º Gruppo, e il capitano Victor Hugo Girolami, comandante della 63ª Squadriglia, tutti decorati con Medaglia d'oro al valor militare.
2. ↑  Già equipaggiata con i Savoia-Marchetti S.M.75, velivoli da trasporto, che per quanto disarmati operarono ben al di dentro del territorio libico.
3. ↑  Lo stormo era allora al comando del tenente colonnello M. Scattaglia, il gruppo dal tenente colonnello Ugo Campanelli.
4. ↑  Uno ai comandi del capitano Medaglia e uno del capitano Trotta.
5. ↑  Pluridecorato aerosiluratore della seconda guerra mondiale, insignito di Medaglia d'oro al valor militare.

### Fonti
1. 1 2 3 4 5 6 7 8  Aeronautica n.7, luglio 2011, p. 35.
2. ↑  Ufficio Storico dell'Aeronautica Militare 1977, p. 63.
3. 1 2 3 4  Ufficio Storico dell'Aeronautica Militare 1977, p. 64.
4. ↑  Brotzu, Cosolo 1976, p. 18.
5. ↑  Brotzu, Cosolo 1976, p. 20.
6. ↑  Brotzu, Consolo 1976, p. 19.
7. ↑  Brotzu, Cosolo 1976, p. 21.
8. 1 2  Di Martino 2015, p. 110.
9. 1 2  Di Martino 2015, p. 111.
10. 1 2  Di Martino 2015, p. 112.
11. ↑  Bollettino Ufficiale 1942, disp.24, pag.1138, registrato alla Corte dei Conti, addì 25 agosto 1942-XIX, registro n.5 Aeronautica, foglio n.200.
12. ↑  Bollettino Ufficiale 1943, disp.29, pag.1800, registrato alla Corte dei Conti, addì 9 agosto 1943-XIX, registro n.2 Aeronautica, foglio n.273.
13. ↑  Registrato alla Corte dei Conti, il 15 maggio 1947, registro n.10 Aeronautica, foglio n.218.